# نیک‌پی
نیک‌پی یک نام خانوادگی‌ست. افراد شاخص با این نام از این قرارند:
- حامد نیک‌پی، خواننده و آهنگساز ایرانی
- غلامرضا نیک‌پی، وزیر مسکن کابینه هویدا

آرمان نیک پی شخصی که در زمینه پرورش اندام فعالیت دارد